# Lúcio Nerácio Prisco (cônsul em 87)
Lúcio Nerácio Prisco (em latim: Lucius Neratius Priscus) foi um senador romano nomeado cônsul sufecto para o nundínio de setembro a dezembro de 87 com Caio Cílnio Próculo.

## Carreira
Com base na restauração feita pelo historiador G. Camodeca de uma inscrição, sua carreira pôde ser recuperada pelo menos parcialmente. Prisco foi admitido no Senador (adlectio) inter praetorios, ou seja, depois de seu pretorado, por Vespasiano e Tito entre 73 e 74, provavelmente por sua lealdade durante o ano dos quatro imperadores (69). Durante o reinado de Domiciano, foi prefeito do erário de Saturno entre 84 e 85. Depois de seu consulado em 87, foi legado imperial propretor da Panônia entre 91 e 94.
Embora o nome de sua esposa seja desconhecido, sabe-se que Prisco teve dois filhos, Lúcio Nerácio Marcelo, cônsul sufecto em 95 e cônsul em 129, e Lúcio Nerácio Prisco, cônsul sufecto em 97. Marcelo foi adotado pelo irmão mais velho de Prisco, Marco Hírrio Frontão Nerácio Pansa, e se tornou seu herdeiro. O breve período entre seu consulado e o de seu filho sugere que Prisco já era bem idoso quando foi nomeado.